# Rombildsiegel

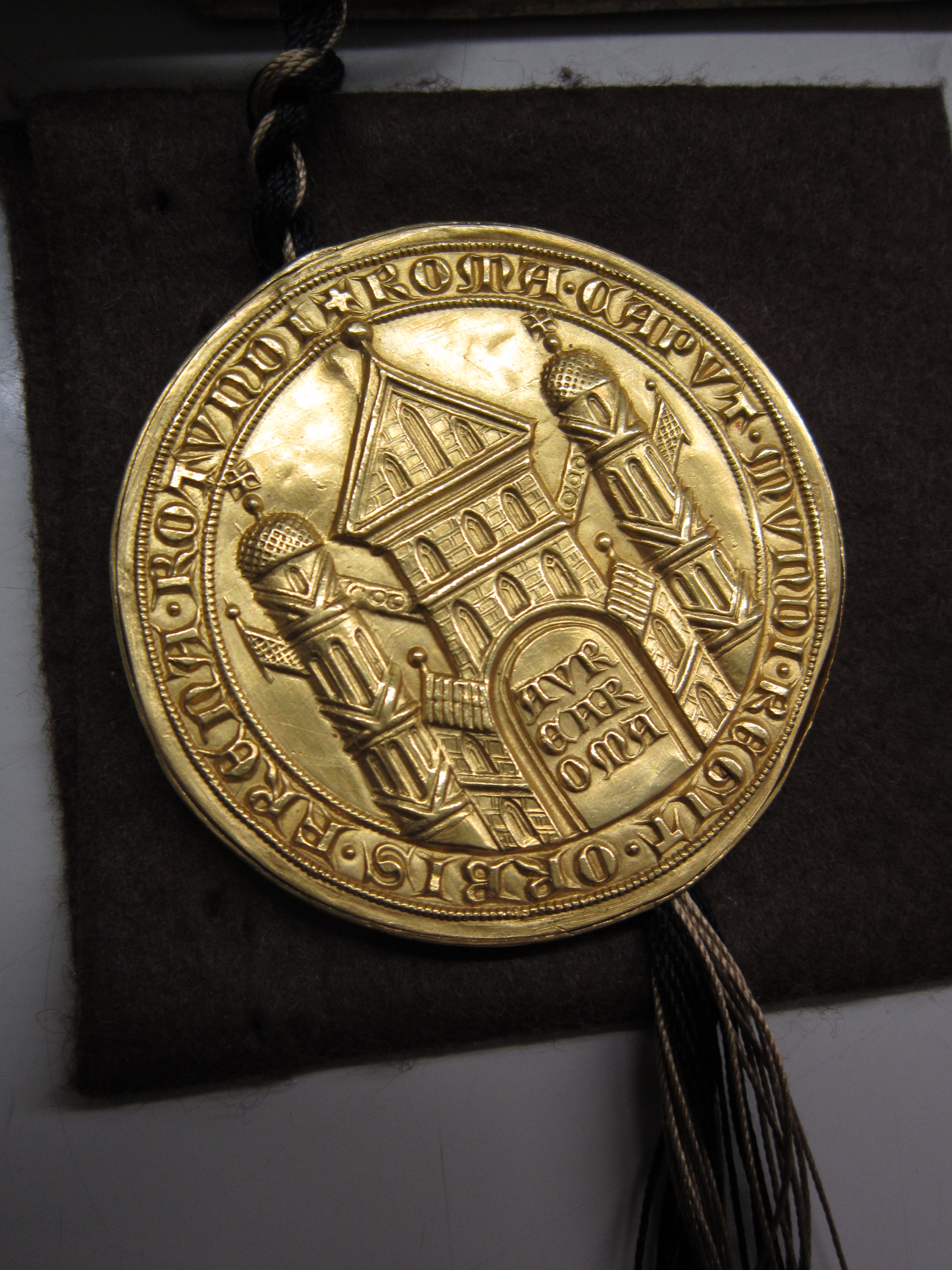
Rombildsiegel der Goldenen Bulle

Rombildsiegel nennt man mittelalterliche Siegel, die in der Regel außer dem Herrscherbild auf der Vorderseite eine Darstellung der Stadt Rom auf der Rückseite tragen.
Diese Darstellung ist in der Regel idealisiert, das heißt, es wird keine tatsächliche Architektur wiedergegeben. In der Siegelumschrift ist zumeist der berühmte leoninische Hexameter Roma caput mundi regit orbis frena rotundi (Rom, die Hauptstadt der Welt, lenkt die Zügel des Erdkreises) zu lesen, der bis heute eines der Markenzeichen der Stadt Rom ist. Allerdings stammt der Vers aus dem Umfeld der deutschen Kaiser, genauer Konrads II. Auf einem kaiserlichen Bleisiegel von 1033 taucht der Vers erstmals mit der Romdarstellung auf. Aus der gleichen Zeit existiert eine römische Handschrift, wohl aus dem Umfeld des kaiserlichen Hofs, die den Vers beinhaltet. Da die Handschrift nicht mehr genau zu datieren ist, ist der Erstbeleg für Roma caput mundi... nicht ganz klar zu bestimmen. In späterer Zeit findet sich die Romdarstellung mit der Umschrift auf Siegeln besonderer Urkunden in Form von Goldbullen. Außerdem ist der Vers in die stadtrömische Tradition eingegangen. Ein Bezug findet sich zum Beispiel heute noch am Sockel einer Portalsäule der Basilica di San Giovanni in Laterano.